# Lissègazoun
Lissègazoun ist ein Arrondissement im Departement Atlantique in Benin. Es ist eine Verwaltungseinheit, die der Gerichtsbarkeit der Kommune Allada untersteht. Gemäß der Volkszählung von 2013 hatte Lissègazoun 14.989 Einwohner, davon waren 7413 männlich und 7576 weiblich.
In nordöstlicher Richtung liegt Allada, in südwestlicher Richtung führt eine Straße in das Gebiet der Kommune Kpomassè. Dort ist Dedomè das erste größere Ziel.